# Vers une architecture
Vers une architecture, traduzida para português como Por uma arquitectura é uma colecção de ensaios escrita por Le Corbusier. Estes ensaios, publicados na revista L'Esprit Nouveau, expõem as teorias do arquiteto em apologia da arquitetura moderna. A obra alerta para a necessidade de uma arquitectura que procure a verdade da sua época, e que estabeleça uma produção arquitectónica própria do seu tempo em vez de se submeter à ditadura dos estilos clássicos obsoletos.
Publicado em 1923, torna-se um dos textos-manifesto do Movimento moderno. O crítico Reyner Banham considera-o como "o principal texto sobre arquitectura que terá lugar entre as grandes obras literárias do século XX."